# Hendra Wijaya
Hendra Wijaya (* 27. Dezember 1985) ist ein singapurischer Badmintonspieler indonesischer Herkunft. Sein Bruder Hendri Kurniawan Saputra und seine Schwester Shinta Mulia Sari sind ebenfalls erfolgreiche Badmintonspieler.

## Sportliche Karriere
Hendra Wijaya gewann 2003 und 2005 die Croatian International. 2005 war er auch bei den Iran Fajr International erfolgreich. Ein Jahr später erkämpfte er sich zwei Siege bei den New Zealand Open, 2007 Silber bei den Südostasienspielen. 2007 wurde er ebenfalls Meister in Singapur und Dritter bei den Swiss Open.

## Sportliche Erfolge
| Veranstaltung | Saison                          | Disziplin    | Platz | Name                                     |
| ------------- | ------------------------------- | ------------ | ----- | ---------------------------------------- |
| 2003          | Croatian International          | Herreneinzel | 1     | Hendra Wijaya                            |
| 2005          | Croatian International          | Mixed        | 1     | Hendra Wijaya / Liu Fan Frances          |
| 2005          | Iran Fajr International         | Herrendoppel | 1     | Erwin Djohan / Hendra Wijaya             |
| 2006          | New Zealand Open                | Mixed        | 2     | Hendra Wijaya / Liu Fan Frances          |
| 2006          | New Zealand Open                | Herrendoppel | 2     | Hendri Kurniawan Saputra / Hendra Wijaya |
| 2007          | Südostasienspiele               | Herrendoppel | 2     | Hendra Wijaya / Hendri Kurniawan Saputra |
| 2007          | Singapur: Einzelmeisterschaften | Herrendoppel | 1     | Hendra Wijaya / Hendri Kurniawan Saputra |
| 2007          | Swiss Open                      | Mixed        | 3     | Hendra Wijaya / Jiang Yanmei             |